# Canton du Vallon
Le canton du Vallon est une circonscription électorale française du département de l'Aveyron, créée par le décret du 21 février 2014 et entrée en vigueur lors des élections départementales de 2015.

## Histoire
Un nouveau découpage territorial de l'Aveyron entre en vigueur en mars 2015, défini par le décret du 21 février 2014, en application des lois du 17 mai 2013 (loi organique 2013-402 et loi 2013-403). Les conseillers départementaux sont, à compter de ces élections, élus au scrutin majoritaire binominal mixte. Les électeurs de chaque canton élisent au Conseil départemental, nouvelle appellation du Conseil général, deux membres de sexe différent, qui se présentent en binôme de candidats. Les conseillers départementaux sont élus pour 6 ans au scrutin binominal majoritaire à deux tours, l'accès au second tour nécessitant 12,5 % des inscrits au 1er tour. En outre la totalité des conseillers départementaux est renouvelée. Ce nouveau mode de scrutin nécessite un redécoupage des cantons dont le nombre est divisé par deux avec arrondi à l'unité impaire supérieure. En Aveyron, le nombre de cantons passe ainsi de 46 à 23. Le canton du Vallon fait partie des 21 nouveaux cantons du département, deux cantons conservant leur dénomination (Saint-Affrique et Villefranche-de-Rouergue).
Le 1er janvier 2017, le nombre de communes est réduit à 10 du fait de la fusion des communes de Balsac et Druelle pour former la commune nouvelle de Druelle Balsac.

## Représentation
| Période élective | Période élective | Mandat | Mandat   | Identité           | Nuance | Nuance | Qualité |
| ---------------- | ---------------- | ------ | -------- | ------------------ | ------ | ------ | --- |
| 2015             | 2021             | 2015   | 2021     | Anne Gaben-Toutant |        | PS     | Retraitée, maire de Marcillac-Vallon (2014-2020), conseillère municipale depuis 2020, ancienne conseillère générale du canton de Marcillac-Vallon |
| 2015             | 2021             | 2015   | 2021     | Stéphane Mazars    |        | LREM   | Avocat, Salles-la-Source, Adjoint au maire de Rodez jusqu'en 2020, ancien sénateur RDSE-PRG, député LREM depuis 2017                              |
| 2021             | 2028             | 2021   | en cours | Sylvain Couffignal |        | DIV    | Technicien à la DDT, maire de Nauviale |
| 2021             | 2028             | 2021   | en cours | Nathalie Dugast    |        | DIV    | Professionnelle de santé à Marcillac-Vallon |

### Résultats détaillés

#### Élections de mars 2015
À l'issue du premier tour des élections départementales de 2015, deux binômes sont en ballottage : Anne Gaben-Toutant et Stéphane Mazars (Union de la Gauche, 43,72 %) et Bernard Cayzac et Laure Soulié-Deltell (DVD, 33,5 %). Le taux de participation est de 60,5 % (5 806 votants sur 9 596 inscrits) contre 59,71 % au niveau départemental et 50,17 % au niveau national.
Au second tour, Anne Gaben-Toutant et Stéphane Mazars (Union de la Gauche) sont élus avec 55,03 % des suffrages exprimés et un taux de participation de 58,31 % (2 867 voix pour 5 595 votants et 9 595 inscrits).

#### Élections de juin 2021
Le premier tour des élections départementales de 2021 est marqué par un très faible taux de participation (33,26 % au niveau national). Dans le canton du Vallon, ce taux de participation est de 46,2 % (4 682 votants sur 10 135 inscrits) contre 43,28 % au niveau départemental. À l'issue de ce premier tour, deux binômes sont en ballottage : Sylvain Couffignal et Nathalie Dugast Née Chabanon-Pouget (Divers, 26,3 %) et Corinne Panissie et Jean-Philippe Perie (DVD, 19,5 %).
Le second tour des élections est marqué une nouvelle fois par une abstention massive équivalente au premier tour. Les taux de participation sont de 34,3 % au niveau national, 39,56 % dans le département et 39,59 % dans le canton du Vallon. Sylvain Couffignal et Nathalie Dugast Née Chabanon-Pouget (Divers) sont élus avec 100 % des suffrages exprimés (2 889 voix pour 4 013 votants et 10 136 inscrits),,.

## Composition
Le canton du Vallon est composé de dix communes entières.
| Nom                                      | Code Insee | Intercommunalité       | Superficie (km2) | Population (dernière pop. légale) | Densité (hab./km2) | Modifier                                    |
| ---------------------------------------- | ---------- | ---------------------- | ---------------- | --------------------------------- | ------------------ | ------------------------------------------- |
| Salles-la-Source (bureau centralisateur) | 12254      | CC Conques-Marcillac   | 78,03            | 2 313 (2022)                      | 30                 | modifier les données · modifier les données |
| Clairvaux-d'Aveyron                      | 12066      | CC Conques-Marcillac   | 25,14            | 1 154 (2022)                      | 46                 | modifier les données · modifier les données |
| Druelle Balsac                           | 12090      | CA Rodez Agglomération | 51,25            | 3 179 (2022)                      | 62                 | modifier les données · modifier les données |
| Marcillac-Vallon                         | 12138      | CC Conques-Marcillac   | 14,59            | 1 714 (2022)                      | 117                | modifier les données · modifier les données |
| Mouret                                   | 12161      | CC Conques-Marcillac   | 31,61            | 558 (2022)                        | 18                 | modifier les données · modifier les données |
| Muret-le-Château                         | 12165      | CC Conques-Marcillac   | 14,98            | 365 (2022)                        | 24                 | modifier les données · modifier les données |
| Nauviale                                 | 12171      | CC Conques-Marcillac   | 26,19            | 591 (2022)                        | 23                 | modifier les données · modifier les données |
| Pruines                                  | 12193      | CC Conques-Marcillac   | 18,88            | 287 (2022)                        | 15                 | modifier les données · modifier les données |
| Saint-Christophe-Vallon                  | 12215      | CC Conques-Marcillac   | 23,22            | 1 181 (2022)                      | 51                 | modifier les données · modifier les données |
| Valady                                   | 12288      | CC Conques-Marcillac   | 15,51            | 1 617 (2022)                      | 104                | modifier les données · modifier les données |
| Canton du Vallon                         | 1221       |                        | 299,40           | 12 959 (2022)                     | 43                 | modifier les données                        |

## Démographie
En 2022, le canton comptait 12 959 habitants, en évolution de +3,79 % par rapport à 2016 (Aveyron : +0,37 %, France hors Mayotte : +2,11 %).
| 2013   | 2018   | 2022   |
| ------ | ------ | ------ |
| 12 097 | 12 768 | 12 959 |